# Između krajnosti
Između krajnosti je sedmi i posljednji studijski album ex-YU sastava Azra.

## Članovi sastava
- Bas, vokal - Stephen Kipp
- Bubnjevi, vokal - Boris Leiner
- Gitara, vokal - Branimir Štulić
- Gitara, vokal - Jurica Pađen

## Popis pjesama
1. "Vaše Veličanstvo" (Štulić)
2. "Bed Rok" (Štulić)
3. "Između krajnosti" (Štulić)
4. "Kada stvari krenu loše" (Štulić)
5. "2.30" (Štulić)
6. "Tuģinata Pusta Da Ostane" (trad.- arr.Štulić)
7. "Bez Mene" (Štulić)
8. "Zadovoljština" (Jagger, Richards-Štulić)
9. "Grad se beli" (trad.-arr.Štulić)
10. "Adio mare" (Vlaho Paljetak-arr. Štulić)
11. "More Pricks Than Kicks" (Lary Martin Factory-Štulić)
12. "Izlazak iz kome" (Štulić)
13. "U Ajduke" (trad.-arr.Štulić)
14. "Jesi li sama večeras" (Turk, Handman-Štulić)

- Gudačkim kvartetom "Ad Hoc" u pjesmi "IZMEĐU KRAJNOSTI" dirigirao Miljenko Prohaska.